# サッカースペイン女子代表

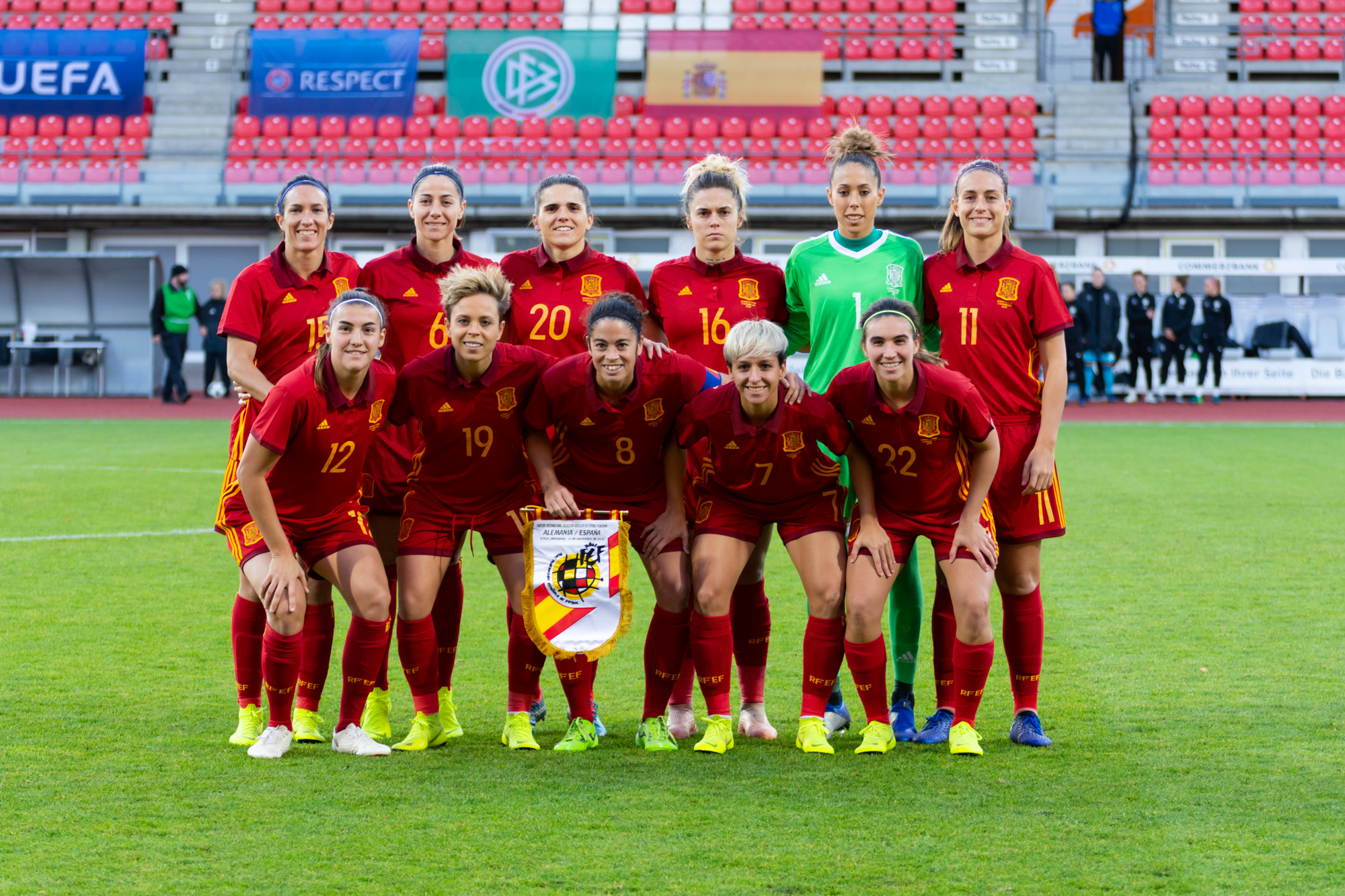
2018年のスペイン女子代表

サッカースペイン女子代表（サッカースペインじょしだいひょう）は、スペインサッカー連盟(RFEF)による女子サッカーのナショナルチームである。

## 概要
男子代表と同じく、多くのパスを繋いで崩す攻撃スタイルを確立しており、バルセロナに所属、またはかつて所属した選手が多く選出されている。
2015年カナダ大会でワールドカップ初出場を果たすと、2019年フランス大会ではラウンド16に進出し、大会女王のアメリカに1-2で惜敗。
この頃から徐々に女子サッカーにおける世界での地位を上げ、2022年10月にはFIFAランキング6位まで登りつめた。
同国の女子サッカーが急成長出来た理由について、エスパニョールなどに所属し、スペインでのプレー経験が長い山本摩也は「スペインが強くなった要因はいくつかあると思っていて。6〜7年かけて女子サッカー選手の地位や環境を変えようと、選手主体で訴えかけてきたこと。国自体も、女子サッカーにお金を使うようになってきたこと。メディアなどの露出が増えてきたことなども挙げられると思う」。「サッカー面で言うと、何年か前から本格的にバルセロナ（≒代表）がフィジカル強化を始めたことや、外国から良い選手を取るようになったことなども挙げられると聞いたことがある」と語っている。
また、国内リーグではバルセロナの一強とその他のチームという構造が出来上がっているものの、そのバルセロナが欧州で結果を出したり、男子チームのホームスタジアム・カンプ・ノウを使用した際に完売させたりと、派手なニュースを出していることも『スペインは強い』という印象を世界に与えられている要因とも指摘した。
日本女子代表とはU-17女子ワールドカップ、U-20女子ワールドカップなど、アンダー世代の世界大会で対戦することが多い。

### 2023 FIFA女子ワールドカップ
2023 FIFA女子ワールドカップを前に、前年から代表招集を拒否していたオナ・バジェ、アイタナ・ボンマティ、マリオナ・カルデンテイ、UEFA女子EURO 2022直前の前十字靭帯断裂により長らく代表のピッチから遠ざかっていたアレクシア・プテジャスがチームに復帰。
グループCに入り、初戦でコスタリカ、第2節でザンビア、最終節で日本と対戦する組み合わせとなった。初戦のコスタリカ戦を3-0で快勝すると、続くザンビア戦でも5-0の快勝で日本と共に大会史上最速で決勝トーナメント進出を決めた。負け以外で1位通過が決まる最終節の日本戦では、前半12分に失点するとその後も29分・40分と立て続けに失点し、82分にも田中美南のゴールで4点目を奪われて0-4で敗戦。日本に逆転され2位での通過となった。
そうして迎えた決勝トーナメント1回戦では前半11分にライア・コディナのオウンゴールで失点するも5-1の勝利で初のベスト8進出を決めると、準々決勝のオランダ戦も延長戦にもつれ込む戦いとなったが2-1で勝利し初のベスト4入りを決める。準決勝のスウェーデン戦は81分にサルマ・パラジュエロが先制ゴールを決め、初の決勝進出に一歩近づく。88分にスウェーデンのレベッカ・ブロンクビストのゴールによって一時は同点に追いつかれるも、直後にオルガ・カルモナが勝ち越しゴールを決め、2-1で勝利し初の決勝進出を決めた。
史上初の女子ワールドカップ優勝を賭けて挑んだ決勝はスペインと同じく初の決勝進出を果たしたイングランドと対戦し、前半29分にキャプテンのオルガ・カルモナが先制ゴールを決め、初の優勝に一歩近づく。後半にジェニフェル・エルモソのPKはイングランドのGKメアリー・アープスに止められるも、最後まで相手に得点を与えないまま13分に及ぶアディショナルタイムも相手の攻撃を防ぎ切り、1-0で勝利したことで悲願の女子ワールドカップ初優勝を決めた。これにより、スペインは2018 FIFA U-17女子ワールドカップ・2022 FIFA U-20女子ワールドカップ・2023 FIFA女子ワールドカップの3つの大会で優勝したことで、女子サッカー史上2か国目となるFIFA主催の3つの世界選手権大会を全て制した国となった（なお、2022 FIFA U-17女子ワールドカップでは史上初の連覇を達成している）。

### 連盟と選手の対立
2015 FIFA女子ワールドカップを終えてカナダから帰国する直前、23人の選手たちがイグナシオ・ケレダ監督の退任を要求する声明を出した。当時のスペインサッカー連盟会長アンヘル・マリア・ビジャールはこの要求を拒否するも、選手たちが招集拒否を宣言し全面対決の姿勢を示したため、2015年7月30日、27年間もの長期政権を築いていたケレダは解任された。
UEFA女子EURO 2022終了後の2022年8月、選手たちがスペインサッカー連盟会長ルイス・ルビアレスにホルヘ・ビルダ監督の更迭を直訴するも、連盟は「監督の任免権は連盟のものであり、選手にはない」として訴えを退けた。
すると翌月、ライア・アレシャンドリ、オナ・バジェ、アイタナ・ボンマティ、マリオナ・カルデンテイ、ネレア・エイサギレ、ローラ・ガジャルド、ルシア・ガルシア、パトリ・ギハロ、マピ・レオン、アイノア・モラサ、レイラ・ウアハビ、サンドラ・パニョス、アンドレア・ペレイラ、クラウディア・ピナ、アマユール・サリエギの15名がスペインサッカー連盟に対し、代表招集を辞退する旨をメールで通達。以後、上記15名の代表招集は見送られることとなった。
選手とスペインサッカー連盟の対立は2023 FIFA女子ワールドカップ表彰式でのルビアレス会長によるセクハラ騒動で再燃し、今度は81名の女子選手が現行体制での代表参加を拒否。9月25日、スペインサッカー連盟は緊急総会を開き、ルビアレス会長は「私は辞めない。偽りのフェミニストたちが私を殺そうとしている」と主張した。
しかし、事態を重く見たFIFA（国際サッカー連盟）規律委員会や政府などの介入もあり、9月5日、スペインサッカー連盟はビルダ監督の解任を発表。9月10日にはルビアレス会長の辞任が発表された。
アシスタントコーチから昇格する形で就任したモンセ・トメ新監督は、9月18日にUEFA女子ネーションズリーグ2023-24のスウェーデン戦（22日）、スイス戦（26日）に向けた代表メンバーを発表するも、選手側は代表チームでの待遇改善を求めてボイコット継続を表明。19日の夜から20日の早朝にかけて連盟、選手、スポーツ上等委員会（連盟の監督機関）の三者会談が行われ、ようやく合意に達した。パトリ・ギハロ、マピ・レオンは代表から離脱したものの、9月22日のスウェーデン戦（ヨーテボリ）は無事開催された。

### 五輪初出場
UEFA女子ネーションズリーグ2023-24でスペインはリーグA（グループA4）に入り、イタリアとのホームゲームに2-3で逆転負けするも、グループ1位（5勝1敗
）で決勝ラウンド進出を決める。準決勝は2019 FIFA女子ワールドカップ準優勝のオランダと対戦し、2023 FIFA女子ワールドカップ優勝メンバーのジェニフェル・エルモソ、アイタナ・ボンマティ、オナ・バジェのゴールで3-0で勝利し、悲願の女子オリンピック初出場を決めた。決勝のフランス戦も2-0で勝利し、UEFA女子ネーションズリーグ初優勝を果たした。

### 2024 パリオリンピック
直前のUEFA女子EURO 2025予選から、新体制後も代表招集を拒んでいたパトリ・ギハロが復帰。
初出場となった2024 パリオリンピックはグループCに入り、初戦で2023 FIFA女子ワールドカップ・グループステージ第3戦で0-4と大敗した日本と対戦。前半13分に藤野あおばのFKで先制されるも、22分にアイタナ・ボンマティのゴールで追いつき、74分にマリオナ・カルデンテイのゴールで逆転勝利。点差以上の圧倒的な実力差を見せつけるとともに、2023 FIFA女子ワールドカップで敗れたリベンジを果たす。この逆転勝利の勢いそのままに、続くナイジェリアとブラジルにも勝利してグループステージ3連勝で決勝トーナメントに進出した。
準々決勝ではグループA3位通過のコロンビアと対戦。前半12分にマイラ・ラミレスに先制点を奪われると、52分にもレイシー・サントスに追加点を奪われ、2点のビハインドを負う予想外の展開に。コロンビアの徹底したローブロックでの守備と時間稼ぎの前に敗色濃厚と思われたが、途中出場のジェニフェル・エルモソが79分に1点を返すと、90+7分にはイレーネ・パレデスが劇的な同点ゴールを決め、試合を振り出しに戻した。試合はPK戦にもつれ込むも、スペインは4人全員がPKを成功させ、奇跡的な逆転勝利でベスト4進出を決めた。
準決勝はグループステージ第3戦で勝利したブラジルとの再戦となった。しかし、前半6分にカタ・コイのミスキックからオウンゴールによる先制点を与えると、前がかりになったDFラインの裏を突かれ、45+4分にガビ・ポルティーリョに追加点、71分にはアドリアーナに試合を決定づける3点目を決められた。その後は85分にドゥダ・サンパイオのオウンゴールで1点を返すも、90+1分にケロリンがダメ押しの4点目。90+12分にサルマ・パラジュエロのゴールで2-4とするも、時すでに遅し。金メダル獲得を目指した道のりは準決勝で閉ざされた。
銅メダル獲得がかかったドイツとの3位決定戦でも63分にカタ・コイが相手選手と接触しPKを献上すると、これをジュリア・グウィンに決められ、先制点を奪われる。試合終了間際のラストプレーでスペインはPKを獲得したが、これをアレクシア・プテジャスが失敗したところで試合終了。ワールドカップチャンピオンとして挑んだ初の五輪は4位で幕を閉じ、メダルなしで大会を去ることとなった。

## タイトル
- FIFA女子ワールドカップ

優勝 : 2023
- UEFA女子ネーションズリーグ

優勝 : 2023-24
- アルガルヴェ・カップ

優勝 : 2017
- キプロス・カップ

優勝 : 2018

## 国際大会の成績

### FIFA女子ワールドカップ
| 開催国 / 年 | 成績               | 試       | 勝       | 分       | 負       | 得       | 失       |
| ----------- | ------------------ | -------- | -------- | -------- | -------- | -------- | -------- |
| 1991        | 予選敗退           | 予選敗退 | 予選敗退 | 予選敗退 | 予選敗退 | 予選敗退 | 予選敗退 |
| 1995        | 予選敗退           | 予選敗退 | 予選敗退 | 予選敗退 | 予選敗退 | 予選敗退 | 予選敗退 |
| 1999        | 予選敗退           | 予選敗退 | 予選敗退 | 予選敗退 | 予選敗退 | 予選敗退 | 予選敗退 |
| 2003        | 予選敗退           | 予選敗退 | 予選敗退 | 予選敗退 | 予選敗退 | 予選敗退 | 予選敗退 |
| 2007        | 予選敗退           | 予選敗退 | 予選敗退 | 予選敗退 | 予選敗退 | 予選敗退 | 予選敗退 |
| 2011        | 予選敗退           | 予選敗退 | 予選敗退 | 予選敗退 | 予選敗退 | 予選敗退 | 予選敗退 |
| 2015        | グループリーグ敗退 | 3        | 0        | 1        | 2        | 2        | 4        |
| 2019        | ベスト16           | 4        | 1        | 1        | 2        | 4        | 4        |
| 2023        | 優勝               | 7        | 6        | 0        | 1        | 18       | 7        |
| 合計        | 出場3回/優勝1回    | 14       | 7        | 2        | 5        | 24       | 15       |

### オリンピック
| 開催国 / 年 | 成績     | 試       | 勝       | 分       | 負       | 得       | 失       |
| ----------- | -------- | -------- | -------- | -------- | -------- | -------- | -------- |
| 1996        | 予選敗退 | 予選敗退 | 予選敗退 | 予選敗退 | 予選敗退 | 予選敗退 | 予選敗退 |
| 2000        | 予選敗退 | 予選敗退 | 予選敗退 | 予選敗退 | 予選敗退 | 予選敗退 | 予選敗退 |
| 2004        | 予選敗退 | 予選敗退 | 予選敗退 | 予選敗退 | 予選敗退 | 予選敗退 | 予選敗退 |
| 2008        | 予選敗退 | 予選敗退 | 予選敗退 | 予選敗退 | 予選敗退 | 予選敗退 | 予選敗退 |
| 2012        | 予選敗退 | 予選敗退 | 予選敗退 | 予選敗退 | 予選敗退 | 予選敗退 | 予選敗退 |
| 2016        | 予選敗退 | 予選敗退 | 予選敗退 | 予選敗退 | 予選敗退 | 予選敗退 | 予選敗退 |
| 2020        | 予選敗退 | 予選敗退 | 予選敗退 | 予選敗退 | 予選敗退 | 予選敗退 | 予選敗退 |
| 2024        | 4位      | 6        | 3        | 1        | 2        | 9        | 8        |
| 合計        | 出場1回  | 6        | 3        | 1        | 2        | 9        | 8        |

### UEFA欧州女子選手権
| 開催国 / 年 | 成績     | 試       | 勝       | 分       | 負       | 得       | 失       |
| ----------- | -------- | -------- | -------- | -------- | -------- | -------- | -------- |
| 1984        | 不参加   | 不参加   | 不参加   | 不参加   | 不参加   | 不参加   | 不参加   |
| 1987        | 予選敗退 | 予選敗退 | 予選敗退 | 予選敗退 | 予選敗退 | 予選敗退 | 予選敗退 |
| 1989        | 予選敗退 | 予選敗退 | 予選敗退 | 予選敗退 | 予選敗退 | 予選敗退 | 予選敗退 |
| 1991        | 予選敗退 | 予選敗退 | 予選敗退 | 予選敗退 | 予選敗退 | 予選敗退 | 予選敗退 |
| 1993        | 予選敗退 | 予選敗退 | 予選敗退 | 予選敗退 | 予選敗退 | 予選敗退 | 予選敗退 |
| 1995        | 予選敗退 | 予選敗退 | 予選敗退 | 予選敗退 | 予選敗退 | 予選敗退 | 予選敗退 |
| 1997        | ベスト4  | 4        | 1        | 1        | 2        | 3        | 4        |
| 2001        | 予選敗退 | 予選敗退 | 予選敗退 | 予選敗退 | 予選敗退 | 予選敗退 | 予選敗退 |
| 2005        | 予選敗退 | 予選敗退 | 予選敗退 | 予選敗退 | 予選敗退 | 予選敗退 | 予選敗退 |
| 2009        | 予選敗退 | 予選敗退 | 予選敗退 | 予選敗退 | 予選敗退 | 予選敗退 | 予選敗退 |
| 2013        | ベスト8  | 4        | 1        | 1        | 2        | 5        | 7        |
| 2017        | ベスト8  | 4        | 1        | 1        | 2        | 2        | 3        |
| 2022        | ベスト8  | 4        | 2        | 0        | 2        | 6        | 5        |
| 2025        | 準優勝   | 6        | 5        | 1        | 0        | 18       | 4        |
| 合計        | 出場5回  | 22       | 10       | 4        | 8        | 34       | 23       |

### UEFA女子ネーションズリーグ
| リーグ戦     | リーグ戦 | リーグ戦 | リーグ戦 | リーグ戦 | リーグ戦 | リーグ戦 | リーグ戦 | リーグ戦 | リーグ戦 | リーグ戦 | リーグ戦 |        | 決勝ラウンド    | 決勝ラウンド | 決勝ラウンド | 決勝ラウンド | 決勝ラウンド | 決勝ラウンド | 決勝ラウンド | 決勝ラウンド |
| 開催シーズン | リーグ   | グループ | 成績     | 試       | 勝       | 分       | 負       | 得       | 失       | 昇降格   | 総合順位 | 開催年 | 成績            | 試           | 勝           | 分           | 負           | 得           | 失           |              |
| ------------ | -------- | -------- | -------- | -------- | -------- | -------- | -------- | -------- | -------- | -------- | -------- | ------ | --------------- | ------------ | ------------ | ------------ | ------------ | ------------ | ------------ | ------------ |
| 2023-24      | A        | 4        | 1位      | 6        | 5        | 0        | 1        | 23       | 9        | 順位維持 | 1位      | 2024   | 優勝            | 2            | 2            | 0            | 0            | 5            | 0            |              |
| 合計         | 合計     | 合計     | 合計     | 6        | 5        | 0        | 1        | 23       | 9        |          |          | 合計   | 出場1回/優勝1回 | 2            | 2            | 0            | 0            | 5            | 0            |              |

## FIFAランキング
- 2003年から公表。現在は原則として3ヶ月ごとに発表される。

- 最新順位 - 2位 (2025年6月)
- 初登場 - 19位 (2003年7月)
- 最高順位 - 1位 (2024年6月)
- 最低順位 - 21位 (2008年3月)

| 2003 | 2003 | 2003 | 2003 | 2004 | 2004 | 2004 | 2004 | 2005 | 2005 | 2005 | 2005 | 2006 | 2006 | 2006 | 2006 | 2007 | 2007 | 2007 | 2007 | 2008 | 2008 | 2008 | 2008 | 2009 | 2009 | 2009 | 2009 | 2010 | 2010 | 2010 | 2010 | 2011 | 2011 | 2011 | 2011 | 2012 | 2012 | 2012 | 2012 |
| ---- | ---- | ---- | ---- | ---- | ---- | ---- | ---- | ---- | ---- | ---- | ---- | ---- | ---- | ---- | ---- | ---- | ---- | ---- | ---- | ---- | ---- | ---- | ---- | ---- | ---- | ---- | ---- | ---- | ---- | ---- | ---- | ---- | ---- | ---- | ---- | ---- | ---- | ---- | ---- |
| 19   | 19   | 20   | 20   | 20   | 21   | 21   | 20   | 20   | 20   | 20   | 20   | 20   | 20   | 20   | 20   | 20   | 20   | 20   | 20   | 21   | 19   | 19   | 20   | 20   | 20   | 20   | 20   | 20   | 20   | 19   | 19   | 18   | 18   | 18   | 17   | 17   | 16   | 17   | 18   |

| 2013 | 2013 | 2013 | 2013 | 2014 | 2014 | 2014 | 2014 | 2015 | 2015 | 2015 | 2015 | 2016 | 2016 | 2016 | 2016 | 2017 | 2017 | 2017 | 2017 | 2018 | 2018 | 2018 | 2018 | 2019 | 2019 | 2019 | 2019 | 2020 | 2020 | 2020 | 2020 | 2021 | 2021 | 2021 | 2021 | 2022 | 2022 | 2022 | 2022 | 2022 |
| ---- | ---- | ---- | ---- | ---- | ---- | ---- | ---- | ---- | ---- | ---- | ---- | ---- | ---- | ---- | ---- | ---- | ---- | ---- | ---- | ---- | ---- | ---- | ---- | ---- | ---- | ---- | ---- | ---- | ---- | ---- | ---- | ---- | ---- | ---- | ---- | ---- | ---- | ---- | ---- | ---- |
| 18   | 18   | 17   | 15   | 15   | 16   | 16   | 15   | 14   | 19   | 18   | 14   | 15   | 14   | 14   | 14   | 13   | 13   | 17   | 13   | 12   | 12   | 12   | 12   | 13   | 13   | 13   | 13   | 13   | 13   | 13   | 12   | 13   | 12   | 10   | 9    | 7    | 7    | 8    | 6    | 7    |

| 2023 | 2023 | 2023 | 2023 | 2024 | 2024 | 2024 | 2024 | 2025 | 2025 | 2025 | 2025 |
| ---- | ---- | ---- | ---- | ---- | ---- | ---- | ---- | ---- | ---- | ---- | ---- |
| 7    | 6    | 2    | 1    | 1    | 1    | 3    | 2    | 2    | 2    | 0    | 0    |

出典: FIFA Women's Ranking

## 選手

### 現在の招集メンバー
UEFA EURO 2025（2025年7月2日～7月27日）招集メンバー
- 出場数、ゴール、在籍クラブは2025年8月20日時点。

| 1  | GK | エステル・スジャストレス             | 1993年3月20日（32歳）  | 1   | 0  | セビージャFC                 |  |  |
| 13 | GK | カタ・コイ                           | 2001年4月23日（24歳）  | 30  | 0  | FCバルセロナ                 |  |  |
| 23 | GK | アドリアナ・ナンクラレス             | 2002年5月9日（23歳）   | 5   | 0  | アスレティック・クルブ       |  |  |
|    |    |                                      |                        |     |    |                              |  |  |
| 2  | DF | オナ・バジェ                         | 1999年6月10日（26歳）  | 67  | 2  | FCバルセロナ                 |  |  |
| 3  | DF | ジャナ・フェルナンデス               | 2002年2月18日（23歳）  | 11  | 0  | ロンドン・シティ・ライオネス |  |  |
| 4  | DF | イレーネ・パレデス                   | 1991年7月4日（34歳）   | 121 | 14 | FCバルセロナ                 |  |  |
| 5  | DF | マリア・メンデス                     | 2001年4月10日（24歳）  | 16  | 2  | レアル・マドリードCF         |  |  |
| 7  | DF | オルガ・カルモナ                     | 2000年6月12日（25歳）  | 61  | 3  | パリ・サンジェルマンFC       |  |  |
| 14 | DF | ライア・アレクサンドリ               | 2000年8月25日（24歳）  | 46  | 3  | FCバルセロナ                 |  |  |
| 15 | DF | レイラ・ウアハビ                     | 1993年3月22日（32歳）  | 66  | 1  | マンチェスター・シティFC     |  |  |
|    |    |                                      |                        |     |    |                              |  |  |
| 6  | MF | アイタナ・ボンマティ                 | 1998年1月18日（27歳）  | 84  | 31 | FCバルセロナ                 |  |  |
| 11 | MF | アレクシア・プテジャス               | 1994年2月4日（31歳）   | 138 | 37 | FCバルセロナ                 |  |  |
| 12 | MF | パトリ・ギハロ                       | 1998年5月17日（27歳）  | 75  | 13 | FCバルセロナ                 |  |  |
| 19 | MF | ビッキー・ロペス                     | 2006年7月26日（19歳）  | 15  | 4  | FCバルセロナ                 |  |  |
| 22 | MF | マイテ・スビエタ                     | 2004年5月28日（21歳）  | 7   | 0  | アスレティック・クルブ       |  |  |
|    |    |                                      |                        |     |    |                              |  |  |
| 8  | FW | マリオナ・カルデンテイ               | 1996年3月19日（29歳）  | 95  | 32 | アーセナルFC                 |  |  |
| 9  | FW | エステル・ゴンサレス                 | 1992年12月8日（32歳）  | 57  | 37 | ゴッサムFC                   |  |  |
| 10 | FW | アテネア・デル・カスティージョ       | 2000年10月24日（24歳） | 66  | 18 | レアル・マドリードCF         |  |  |
| 16 | FW | クリスティーナ・マルティン＝プリエト | 1993年3月14日（32歳）  | 8   | 3  | SLベンフィカ                 |  |  |
| 17 | FW | ルシア・ガルシア                     | 1998年7月14日（27歳）  | 58  | 13 | CFモンテレイ                 |  |  |
| 18 | FW | サルマ・パラジュエロ                 | 2003年11月13日（21歳） | 44  | 14 | FCバルセロナ                 |  |  |
| 20 | FW | クラウディア・ピナ                   | 2001年8月12日（24歳）  | 21  | 9  | FCバルセロナ                 |  |  |
| 21 | FW | アルバ・レドンド                     | 1996年8月27日（28歳）  | 43  | 16 | レアル・マドリードCF         |  |  |

### 最近招集された選手
| GK | ヨナテ・アストララガ   | 2001年9月24日（23歳）  | 2   | 0  | アスレティック・クルブ       | v. ポルトガル, 2025年4月8日    |  |  |
| GK | ミサ・ロドリゲス       | 1999年7月23日（26歳）  | 23  | 0  | レアル・マドリードCF         | 2024 パリオリンピック          |  |  |
| GK | エレーネ・レテ         | 2002年5月7日（23歳）   | 1   | 0  | ロンドン・シティ・ライオネス | 2024 パリオリンピック          |  |  |
|    |                        |                        |     |    |                              |                                |  |  |
| DF | シェイ・ガルシア       | 1997年3月15日（28歳）  | 23  | 1  | レアル・マドリードCF         | v. イングランド, 2025年6月3日  |  |  |
| DF | ルシア・コラレス       | 2005年11月24日（19歳） | 1   | 0  | FCバルセロナ                 | v. ベルギー, 2025年5月30日     |  |  |
| DF | ライア・コディナ       | 2000年1月22日（25歳）  | 23  | 2  | アーセナルFC                 | v. ベルギー, 2025年5月30日     |  |  |
| DF | ベルタ・プジャダス     | 2000年4月9日（25歳）   | 3   | 0  | FCバダロナ                   | v. ポルトガル, 2025年4月8日    |  |  |
| DF | アナ・テハダ           | 2002年6月2日（23歳）   | 2   | 0  | ユタ・ロイヤルズFC           | v. イタリア, 2024年10月29日    |  |  |
| DF | オイアネ・エルナンデス | 2000年5月4日（25歳）   | 27  | 1  | オーランド・プライド         | 2024 パリオリンピック          |  |  |
| DF | ネレア・ネバド         | 2001年4月27日（24歳）  | 0   | 0  | アスレティック・クルブ       | v. デンマーク, 2024年6月4日    |  |  |
|    |                        |                        |     |    |                              |                                |  |  |
| MF | シルビア・ジョリス     | 2004年5月15日（21歳）  | 0   | 0  | アトレティコ・マドリード     | v. ポルトガル, 2025年4月8日    |  |  |
| MF | テレサ・アベジェイラ   | 2000年1月9日（25歳）   | 44  | 3  | レアル・マドリードCF         | v. イングランド, 2025年2月26日 |  |  |
| MF | マイテ・オロス         | 1998年3月25日（27歳）  | 15  | 4  | トッテナム・ホットスパーFC   | v. ベルギー, 2025年2月26日     |  |  |
| MF | ジェニ・エルモソ       | 1990年5月9日（35歳）   | 123 | 57 | ティグレスUANL               | v. カナダ, 2024年10月25日      |  |  |
| MF | フィアンマ・ベニテス   | 2004年6月19日（21歳）  | 9   | 2  | アトレティコ・マドリード     | v. デンマーク, 2024年6月4日    |  |  |
|    |                        |                        |     |    |                              |                                |  |  |
| FW | マカレナ・ポルタレス   | 1998年8月2日（27歳）   | 2   | 0  | アトレティコ・マドリード     | v. ポルトガル, 2025年4月8日    |  |  |
| FW | アマユール・サリエギ   | 2000年12月13日（24歳） | 20  | 13 | アトレティコ・マドリード     | v. ベルギー, 2025年2月21日     |  |  |
| FW | ブルーナ・ビラマラ     | 2002年6月4日（23歳）   | 3   | 1  | クラブ・アメリカ             | v. フランス, 2024年12月1日     |  |  |
| FW | エバ・ナバーロ         | 2001年1月27日（24歳）  | 26  | 5  | レアル・マドリードCF         | 2024 パリオリンピック          |  |  |
| FW | インマ・ガバーロ       | 2002年11月5日（22歳）  | 5   | 2  | エヴァートンFC               | v. ベルギー, 2024年7月16日     |  |  |

## 個人記録
2025年7月28日時点（太字は現役選手）
| 順位 | 名前                       | 代表選出期間 | 出場数 | 得点数 |
| ---- | -------------------------- | ------------ | ------ | ------ |
| 1    | アレクシア・プテジャス     | 2013–        | 138    | 37     |
| 2    | ジェニ・エルモソ           | 2011–2025    | 123    | 57     |
| 3    | イレーネ・パレデス         | 2011–        | 121    | 14     |
| 4    | マリオナ・カルデンテイ     | 2017-        | 95     | 31     |
| 5    | マルタ・トレホン           | 2007–2019    | 90     | 8      |
| 6    | マルタ・コレデラ           | 2013–2021    | 85     | 5      |
| 7    | アイタナ・ボンマティ       | 2017-        | 84     | 31     |
| 8    | パトリ・ギハロ             | 2017-        | 75     | 13     |
| 9    | アランツァ・デル・プエルト | 1990–2005    | 71     | 0      |
| 10   | シルビア・メセゲル         | 2008–2019    | 67     | 5      |

| 順位 | 名前                           | 代表選出期間 | 得点数 | 出場数 | 得点率 |
| ---- | ------------------------------ | ------------ | ------ | ------ | ------ |
| 1    | ジェニ・エルモソ               | 2011–2025    | 57     | 123    | 0.46   |
| 2    | ベロニカ・ボケーテ             | 2005–2017    | 38     | 56     | 0.68   |
| 3    | エステル・ゴンサレス           | 2016–        | 37     | 57     | 0.65   |
| 3    | アレクシア・プテジャス         | 2013–        | 37     | 138    | 0.27   |
| 5    | ソニア・ベルムデス             | 2008–2017    | 34     | 61     | 0.56   |
| 6    | アドリアーナ・マルティン       | 2005–2015    | 33     | 39     | 0.85   |
| 7    | アイタナ・ボンマティ           | 2017–        | 31     | 84     | 0.37   |
| 7    | マリオナ・カルデンテイ         | 2017–        | 31     | 95     | 0.33   |
| 9    | マール・プリエト               | 1985–2000    | 30     | 62     | 0.48   |
| 10   | アテネア・デル・カスティージョ | 2017-        | 18     | 66     | 0.27   |